# 金刀比羅神社 (久慈市)
金刀比羅神社（ことひらじんじゃ）は、岩手県久慈市湊町にある神社。 こんぴらさんの名称で親しまれている。
高台に鎮座し久慈湾を正面に望む。また津波避難場所として指定されており、2011年（平成23年）3月11日に発生した東日本大震災では多くの人が避難をした。